# A Night Out
A Night Out és una pel·lícula estatunidenca dirigida per Charles Chaplin, estrenada el 1915. És una comèdia curta de Chaplin amb Edna Purviance, que continuaria com la seva actriu principal durant els vuit següents anys. Era també la primera pel·lícula de Chaplin amb Essanay Film Company a Niles, Califòrnia. La primera pel·lícula Essanay de Chaplin, His New Job, es va fer en els estudis de Chicago, després es traslladaria als Niles Studios. Va trobar Purviance a San Francisco quan estava buscant una actriu principal per a les seves pel·lícules. A Night Out també la protagonitzen Ben Turpin, Leo White i Bud Jamison

## Argument
Charlot coneix Ben Turpin i simpatitza amb ell. Més tard, Charlot i Ben han begut més del compte i quan van al restaurant tenen un conflicte amb un cavaller francès i la seva amiga, per la qual cosa el cap de cambrers els expulsa. Van al seu hotel i Charlot s'interessa per una jove atractiva ocasionant un nou conflicte amb el grum. Charlot canvia d'hotel i va a parar al mateix en el qual s'allotja el cap de cambrers i la seva esposa. Un gos d'aquesta s'escapa i en seguir-lo la dona acaba a la mateixa habitació amb Charlot, on són sorpresos pel cap de cambrers provocant el desllorigament final.

## Repartiment
- Charles Chaplin
- Leo White
- Ben Turpin
- Bud Jamison
- Fred Goodwins
- Edna Purviance, el seu primer paper (apareix en una trentena de pel·lícules realitzades per Chaplin).